# Enfermedades de madera de la vid

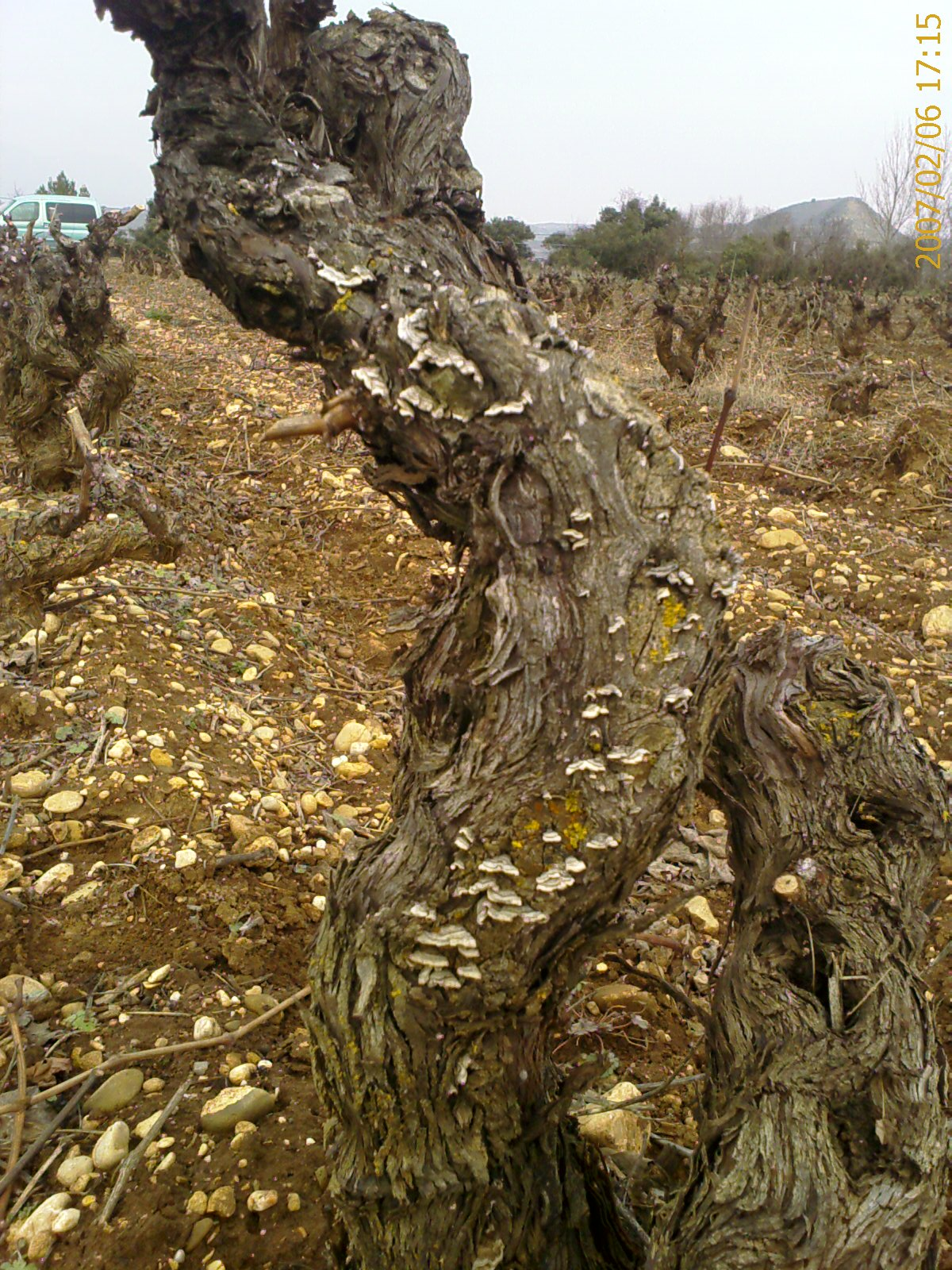
Carpóforos de yesca sobre tronco de vid

Se conocen con el nombre de enfermedades de madera de la vid o enfermedades fúngicas de madera a un complejo de hongos que atacan a la vid, entre los que principalmente se encuentran Stereum hirsutum (Yesca), Eutypa lata (Eutipiosis), Botryosphaeria obtusa (Botriosfera o falsa yesca) Fomitiporia punctata, y dothidea, y Phaemoniella chlamidospora en la parte aérea, y Phaeoacremonium aleophilum, Phaemoniella chlamidospora y Cylindrocarpon sp en la parte subterránea.
Estos hongos xilófagos están presentes en los viñedos desde hace años y pueden afectar al tronco y a los brazos de la cepa. En los últimos años se observa un importante tanto por ciento de cepas afectadas, principalmente en los viñedos en los que se realizan cortes de poda gruesos (reconducción de vaso a espaldera, por ejemplo). Por ello, en las viñas en las que es necesario realizar grandes cortes de poda, hay que tener en cuenta el riesgo que se corre frente a estas enfermedades.

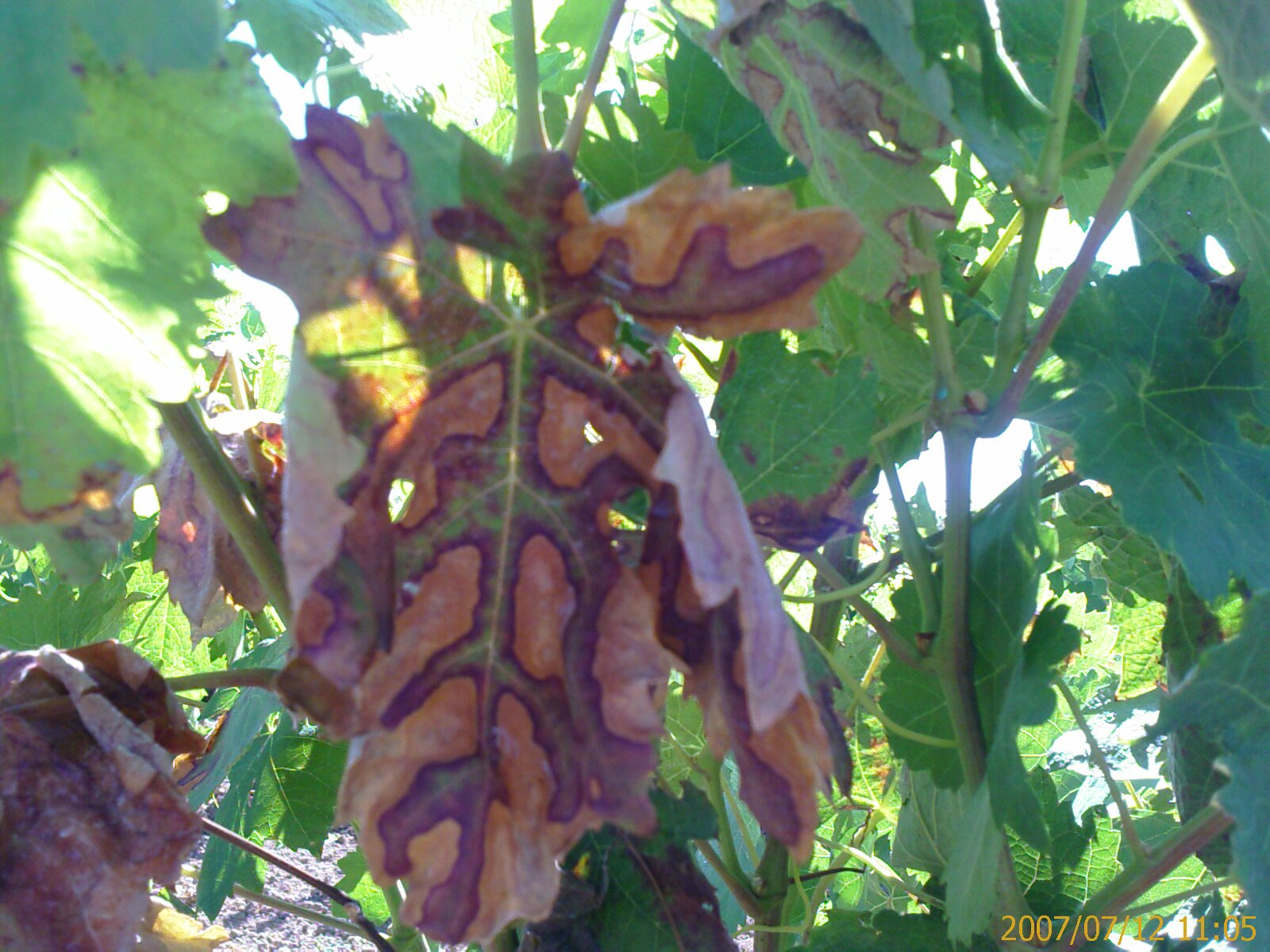
Botriosfera en hoja de vid

 Los síntomas se inician en una o varias heridas de poda, descendiendo hacia la base de la planta. Una vez que la madera está contaminada es muy difícil de erradicar, de hecho solamente es posible eliminando la madera enferma. Los síntomas en hoja se observan pasados unos años de la infección inicial, por lo que los tratamientos deben ser preventivos, para evitar la instalación de los hongos causantes en las cepas.
 

## Estrategia de lucha
Como estrategia de lucha se recomienda podar con tiempo seco evitando las heridas gruesas, a ser posible, al final del invierno y dejando transcurrir 4 días sin podar después de una lluvia o una nevada. Inmediatamente después de podar hay que aplicar un producto protector sobre los cortes de poda, a base de flusilazol+carbendazima o tebuconazol+resinas sintéticas (con pincel), o bien cubiet o quinosol (en pulverización).
Las cepas muertas deben ser arrancadas, eliminando los brazos atacados y quemándolo todo.
Una cepa atacada puede regenerarse a partir de brotes bajeros en el tronco que hayan brotado de madera sana, cortando luego por encima de ellos.